# Obrium cribripenne
Obrium cribripenne es una especie de escarabajo longicornio del género Obrium, clasificada en la tribu Obriini, de la subfamilia Cerambycinae. Fue descrita por Bates en 1885.
La especie mide 4,25-7 mm de longitud y el período de actividad en adultos se presenta en mayo y junio. Se distribuye por Costa Rica, Guatemala, México y Nicaragua.